# Hélène Débax
Hélène Débax, née le 17 janvier 1964 à Toulouse, est une historienne médiéviste française, spécialiste de la féodalité dans le Languedoc.

## Biographie

### Carrière
Hélène Débax est née le 17 janvier 1964 à Toulouse. Elle entre à l'École normale supérieure en 1984 et obtient l'agrégation d'histoire en 1988.
Sa thèse, dirigée par Pierre Bonnassie et soutenue en 1997, est consacrée aux structures féodales dans le Languedoc des Trencavel.
Elle soutient en 2008 sa thèse d'habilitation à diriger des recherches, dirigée par Jean-Loup Abbé. Ce travail comprend notamment l'édition du cartulaire des Trencavel et un mémoire consacré à la coseigneurie.
Elle est maître de conférences (1997) puis professeur des universités (2013) en histoire médiévale à l'université de Toulouse et membre junior de l'Institut universitaire de France de 2002 à 2007.

### Historienne de la féodalité
En 2003, Hélène Débax, publie sa thèse sous le titre La féodalité languedocienne. En s'appuyant principalement sur le cartulaire des Trencavel, elle met en évidence l'existence d'une féodalité méridonale, organisée au profit des Trencavel et basée non sur l'hommage mais sur le serment de fidélité,. Comme le relève l'historienne Laure Verdon, « le serment apparaît donc au cœur du système politique mis en place par les Trencavel ». Selon Florian Mazel, « il s’agit là d’un ouvrage majeur qui ouvre d’amples horizons, y compris au débat historiographique » tandis que Pierre Chastang évoque un « livre indispensable aux historiens du Moyen Âge classique ».
En 2008, Hélène Débax dirige la publication d'un ouvrage collectif, issu d'un colloque organisé à Albi, consacré au phénomène vicomtal dans l’Occident médiéval, principalement en France méridonale, mais également jusqu'en Bourgogne ou en Flandre. Cet ouvrage donne à comprendre une fonction vicomtale « d'un point de vue juridique, difficile à saisir et peu propice à la territorialisation ». Il montre qu'en France méridionale, les vicomtes sont nombreux quoique divers tandis qu'en France du Nord, les vicomtes, rares, restent de simples officiers du comte. Selon Bruno Lemesle, « voilà un ouvrage qui a le grand mérite de faire le point sur une question difficile et mal cernée jusqu’ici ».
Hélène Débax publie en 2012 un ouvrage issu de son mémoire d'habilitation à diriger des recherches et consacré à la coseigneurie dans l'Occident médiéval. Cet ouvrage, qui se veut plus un essai qu'un travail conclusif, montre la variété des formes de coseigneurie et sa plasticité,. Selon Marie-Thérèse Lorcin, « on ne peut que lui souhaiter des émules ».

## Principales publications

### Ouvrages personnels
- La féodalité languedocienne XIe – XIIe siècles : Serments, hommages et fiefs dans le Languedoc des Trencavel, Toulouse, Presses universitaires du Mirail, coll. « Tempus », 2003, 407 p. (ISBN 2-85816-651-X, lire en ligne)[4],[6],[7],[8],[5],[15].
- La seigneurie collective : Pairs, pariers, paratge : les coseigneurs du XIe au XIIIe siècle, Rennes, Presses universitaires de Rennes, coll. « Histoire », 2012, 463 p. (ISBN 978-27535-1970-1, lire en ligne)[12],[13],[14],[16],[17].

### Direction d'ouvrages collectifs
- Hélène Débax (dir.), Les sociétés méridionales à l’âge féodal (Espagne, Italie et sud de la France XIe – XIIIe siècle) : Hommage à Pierre Bonnassie, Toulouse, CNRS - Université de Toulouse Le Mirail, 1999, 438 p. (ISBN 9782912025036, lire en ligne).
- Hélène Débax (dir.), Vicomtes et vicomtés dans l'Occident médiéval, Toulouse, Presses universitaires du Mirail, coll. « Tempus », 2008, 337 p. (ISBN 978-2-85816-942-9, lire en ligne)[9],[10],[11],[18].
- Jean-François Courouau et Hélène Débax (dir.), 100 ans de recherches méridionales à Toulouse : l’Institut d’études méridionales (1914-2014), Toulouse, Presses universitaires du Midi, coll. « Méridiennes », 2018, 420 p. (ISBN 978-2-8107-0550-4, présentation en ligne).